# Manuel Insaurralde
Carlos Manuel Insaurralde (Formosa, 31 gennaio 1999) è un calciatore argentino, centrocampista del San Lorenzo.

## Caratteristiche tecniche
È un centrocampista centrale.

## Carriera

### Club
Cresciuto nel settore giovanile del San Lorenzo, ha esordito in prima squadra il 23 ottobre 2018 in occasione del match di campionato vinto 2-1 contro il San Martín (SJ).

## Statistiche

### Presenze e reti nei club
Statistiche aggiornate al 5 aprile 2025.
| Stagione             | Squadra              | Campionato           | Campionato | Campionato | Coppe nazionali | Coppe nazionali | Coppe nazionali | Coppe continentali | Coppe continentali | Coppe continentali | Altre coppe | Altre coppe | Altre coppe | Totale | Totale | Totale |
| Stagione             | Squadra              | Comp                 | Pres       | Reti       | Comp            | Pres            | Reti            | Comp               | Pres               | Reti               | Comp        | Pres        | Reti        | Pres   | Reti   |        |
| -------------------- | -------------------- | -------------------- | ---------- | ---------- | --------------- | --------------- | --------------- | ------------------ | ------------------ | ------------------ | ----------- | ----------- | ----------- | ------ | ------ | ------ |
| 2017-2018            | San Lorenzo          | PD                   | 0          | 0          | CA              | 1               | 0               | CS                 | -                  | -                  | -           | -           | -           | 1      | 0      |        |
| 2018-2019            | San Lorenzo          | PD                   | 7          | 0          | CA+CdS          | 1+1             | 0               | CL                 | 0                  | 0                  | -           | -           | -           | 9      | 0      |        |
| 2019-gen. 2020       | San Lorenzo          | PD                   | 1          | 0          | CA+CdS          | -               | -               | -                  | -                  | -                  | -           | -           | -           | 1      | 0      |        |
| 2020                 | Universidad Católica | A                    | 22         | 0          | -               | -               | -               | CS                 | 1                  | 0                  | -           | -           | -           | 23     | 0      |        |
| gen.-lug. 2021       | San Lorenzo          | PD                   | 0          | 0          | CA+CdL          | 1+0             | 0               | CS                 | 0                  | 0                  | -           | -           | -           | 1      | 0      |        |
| lug.-dic. 2021       | Gimnasia (LP)        | PD                   | 21         | 0          | CA+CdL          | 1+0             | 0               | -                  | -                  | -                  | -           | -           | -           | 22     | 0      |        |
| 2022                 | Gimnasia (LP)        | PD                   | 15         | 0          | CA+CdL          | 3+7             | 0               | -                  | -                  | -                  | -           | -           | -           | 25     | 0      |        |
| Totale Gimnasia (LP) | Totale Gimnasia (LP) | Totale Gimnasia (LP) | 36         | 0          |                 | 11              | 0               |                    | -                  | -                  |             | -           | -           | 47     | 0      |        |
| 2023                 | San Lorenzo          | PD                   | 2          | 0          | CA+CdL          | 0+4             | 0               | CS                 | 0                  | 0                  | -           | -           | -           | 6      | 0      |        |
| 2024                 | San Lorenzo          | PD                   | 0          | 0          | CA+CdL          | 1+9             | 0               | CL                 | -                  | -                  | -           | -           | -           | 10     | 0      |        |
| 2025                 | San Lorenzo          | PD                   | 4          | 0          | CA              | 0               | 0               | -                  | -                  | -                  | -           | -           | -           | 4      | 0      |        |
| Totale San Lorenzo   | Totale San Lorenzo   | Totale San Lorenzo   | 14         | 0          |                 | 18              | 0               |                    | 0                  | 0                  |             | -           | -           | 32     | 0      |        |
| Totale carriera      | Totale carriera      | Totale carriera      | 72         | 0          |                 | 29              | 0               |                    | 1                  | 0                  |             | -           | -           | 102    | 0      |        |

### Cronologia presenze e reti in nazionale
| Cronologia completa delle presenze e delle reti in nazionale ― Argentina under 20 | Cronologia completa delle presenze e delle reti in nazionale ― Argentina under 20 | Cronologia completa delle presenze e delle reti in nazionale ― Argentina under 20 | Cronologia completa delle presenze e delle reti in nazionale ― Argentina under 20 | Cronologia completa delle presenze e delle reti in nazionale ― Argentina under 20 | Cronologia completa delle presenze e delle reti in nazionale ― Argentina under 20 | Cronologia completa delle presenze e delle reti in nazionale ― Argentina under 20 | Cronologia completa delle presenze e delle reti in nazionale ― Argentina under 20 |
| Data                                                                              | Città                                                                             | In casa                                                                           | Risultato                                                                         | Ospiti                                                                            | Competizione                                                                      | Reti                                                                              | Note                                                                              |
| --------------------------------------------------------------------------------- | --------------------------------------------------------------------------------- | --------------------------------------------------------------------------------- | --------------------------------------------------------------------------------- | --------------------------------------------------------------------------------- | --------------------------------------------------------------------------------- | --------------------------------------------------------------------------------- | --------------------------------------------------------------------------------- |
| 20-1-2019                                                                         | Curicó                                                                            | Paraguay under 20                                                                 | 1 – 1                                                                             | Argentina under 20                                                                | Sudamericano Sub-20 2019 - 1º turno                                               | -                                                                                 |                                                                                   |
| 22-1-2019                                                                         | Talca                                                                             | Argentina under 20                                                                | 0 – 1                                                                             | Ecuador under 20                                                                  | Sudamericano Sub-20 2019 - 1º turno                                               | -                                                                                 | 61’                                                                               |
| 26-1-2019                                                                         | Talca                                                                             | Argentina under 20                                                                | 1 – 0                                                                             | Perù under 20                                                                     | Sudamericano Sub-20 2019 - 1º turno                                               | -                                                                                 | 90+6’                                                                             |
| 7-2-2019                                                                          | Rancagua                                                                          | Argentina under 20                                                                | 2 – 1                                                                             | Uruguay under 20                                                                  | Sudamericano Sub-20 2019 - 1º turno                                               | -                                                                                 | 70’                                                                               |
| Totale                                                                            |                                                                                   | Presenze                                                                          | 4                                                                                 |                                                                                   | Reti                                                                              | 0                                                                                 |                                                                                   |